# 알렉산드르 트카초프
알렉산드르 니콜라예비치 트카초프(러시아어: Алекса́ндр Никола́евич Ткачёв; 1960년 12월 23일 ~ )는 농업기업 트카초프 아그로콤플렉스의 사업가이다. 그는 2015년 4월부터 2018년 5월까지 드미트리 메드베데프 내각에서 러시아 농업부 장관을 지낸 러시아의 정치인이다. 그 이전에는 2001년부터 2015년까지 러시아의 유럽 지역 남부에 있는 크라스노다르 변경주의 지사를 지냈다.

## 생애
트카초프는 1960년 크라스노다르 변경주 비셀키에서 태어났다. 그는 1994년 크라스노다르 변경주의 입법부 의원으로 선출되었다. 그 후 그는 1995년에 러시아 국가두마 의원으로 선출되었고, 1999년에 재선되었다. 그는 2000년 12월 3일 크라스노다르 변경주의 지사로 선출되었고, 2004년 3월 14일 재선되었다. 그는 크라스노다르 폴리테크닉 연구소를 졸업했다. 파이낸셜 타임스는 그를 블라디미르 푸틴의 "가장 충성스러운 부관들" 중 한 명으로 묘사한다.
트카초프는 크라스노다르 변경주와 우크라이나 사이의 케르치 해협에 댐을 건설하는 것을 옹호해 왔다. 트카초프는 또한 러시아의 불법체류에 대한 강경한 입장으로도 알려져 있다. 일부 평론가들은 그의 발언을 인종차별적이라고 해석하는데, 특히 메스헤티 튀르크인에 대한 발언에서 그렇다.
트카초프는 "외국인과 반대자"를 자신의 지역에서 몰아내겠다고 맹세했다.
2008년, 그는 2014년 소치 올림픽 건설 프로젝트 진행 상황에 대한 불만을 표명하여 헤드라인을 장식했다. 건설 책임자와 지역 정치인들이 앞으로의 업무에 대해 "부주의하고" "무관심하다"고 주장하며, 만약 큰 변화가 없다면 성공적인 올림픽 유치가 러시아의 다른 지역으로 이전될 수 있으며, 이는 해당 지역이 큰 경제적 기회를 포기하게 될 것이라고 경고했다.
2012년 8월 2일, 트카초프는 무슬림 러시아인들의 내부 이민을 막기 위한 코사크 준군사 부대를 2012년 9월부터 크라스노다르 변경주에 배치할 계획을 발표했다. 경찰에게 한 연설에서 그는 "당신이 할 수 없는 것을 코사크는 할 수 있다. 우리에게는 다른 방법이 없다. 우리는 그것을 뿌리 뽑고, 질서를 확립하고, 서류를 요구하고, 이민 정책을 시행할 것이다."라고 말했다.
2015년 4월 22일, 블라디미르 푸틴은 그를 드미트리 메드베데프 내각의 농업부 장관으로 임명하여 러시아 연방 대통령 행정실로 승진한 니콜라이 표도로프를 대신하게 했다.
2017년 10월 내각 회의에서 블라디미르 푸틴 러시아 대통령은 트카초프 장관이 인도네시아에 돼지고기를 수출하자는 제안에 즐거워했다. 인도네시아는 대부분 무슬림 인구로 구성된 국가이며, 이슬람 식이법은 돼지고기 섭취를 금지한다. 푸틴이 "인도네시아는 무슬림 국가입니다. 거기서는 돼지고기를 먹지 않습니다."라고 말하자 트카초프는 "네, 알겠습니다."라고 답한 뒤 대한민국을 말하려 했다고 덧붙였다. 잠시 연설을 계속하며 "무슨 차이가 있나요?"라고 덧붙이자 푸틴은 웃으며 얼굴을 가렸다. 그럼에도 불구하고 러시아는 인도네시아에 돼지고기를 수출하며, 특히 2024년 현재 인구의 거의 13%를 차지하는 약 3천 6백만 명의 비무슬림 인도네시아인들에게 공급하고 있다. 2017년 인도네시아는 백만 톤 이상의 돼지고기를 수입했다.

### 제재
2014년 7월 26일, 유럽 연합, 알바니아, 아이슬란드, 리히텐슈타인, 몰도바, 몬테네그로, 노르웨이, 그리고 우크라이나는 트카초프를 제재 명단에 추가했다.
그는 러시아-우크라이나 전쟁과 관련하여 2014년 영국 정부의 제재를 받았다.

## 수상 및 영예
2014년, 트카초프는 패럴림픽 훈장을 받았다.

## 사진

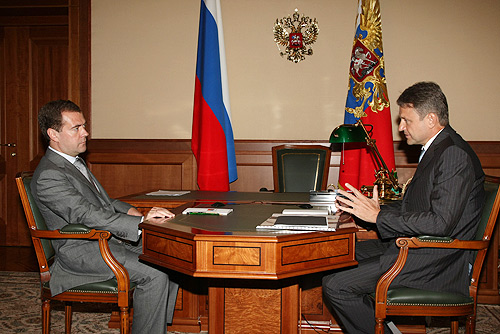
2008년 당시 대통령 드미트리 메드베데프와의 회의에서 트카초프
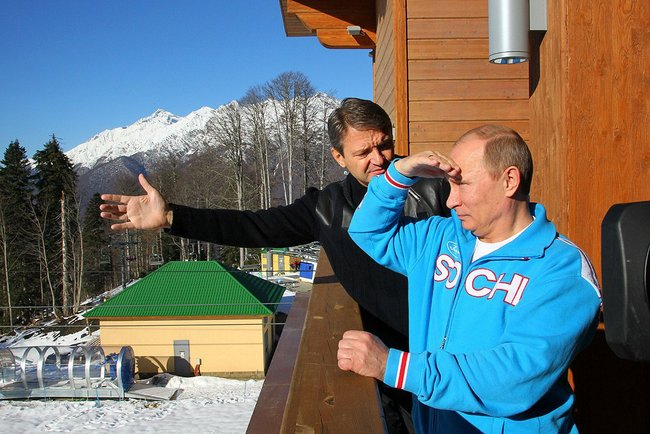
2013년 1월 3일 블라디미르 푸틴과 트카초프가 크라스나야폴랴나, 소치, 크라스노다르 변경주의 스키 리조트에서
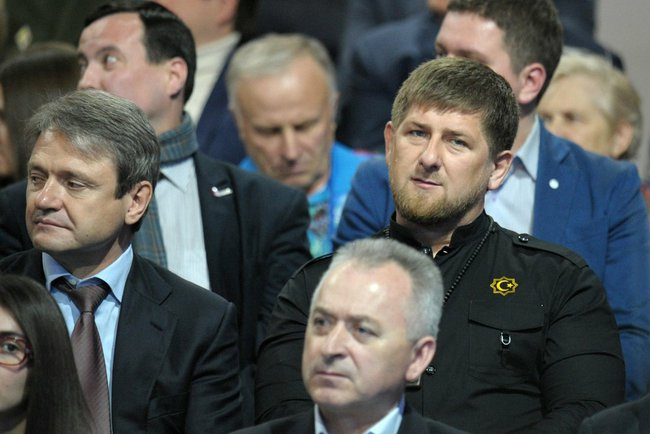
트카초프와 람잔 카디로프